# 光明山修道院

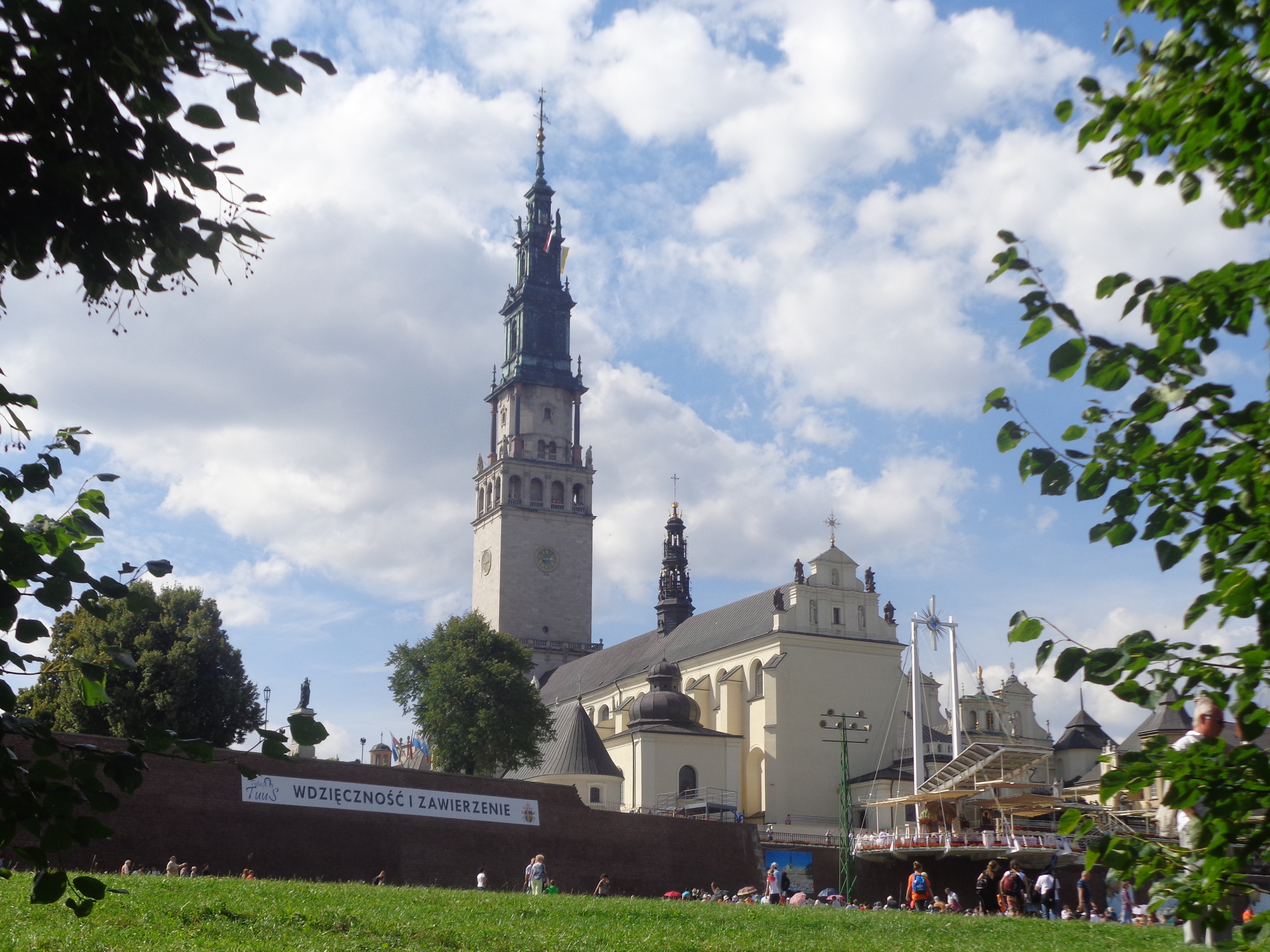
光明山修道院

光明山修道院或明山修道院（波蘭語：Jasna Góra）是位于波兰琴斯托霍瓦的天主教修道院，是波兰最重要的朝圣地，亦是许多波兰人的精神首都。1382年由奥波莱公爵邀请来的匈牙利聖保祿派神父创建。在波蘭備受尊敬的琴斯托霍瓦黑色聖母聖像畫位於此。
光明山修道院內的琴斯托霍瓦黑色聖母，被赋予了神奇的力量，据称行了许多奇迹而受到波蘭人民廣泛的尊敬，是此修道院最珍贵的财富。其中之一，是在大洪水時代（17世纪瑞典入侵）期間對該修道院的包圍戰時，奇迹般地拯救這座修道院。尽管这一事件在军事上并不重要，但它激励波兰人民奋起抵抗。虽然波兰人未能立即改变战争的进程，但在联合了克里米亚汗国之后击退瑞典人。此后不久，1656年4月1日，波兰国王扬·卡齐米日在利沃夫主教座堂，庄重地发誓将波兰奉献在圣母的保佑之下，宣布她是波兰的主保圣人和女皇。
- 平面图
- 鐘塔
- 大殿（主教堂）的中殿
- 黑聖母畫像所在的「聖母廳」小堂內殿（英语：Chancel）
- 圣母升天节的朝圣者

## 外部連結
- 地理坐标： 50°48′45″N 19°05′50″E / 50.81250°N 19.09722°E
- 光明山修道院官方網站（页面存档备份，存于） （波兰語）（英文）（匈牙利文）（德文）（法文）（西班牙文）（意大利文）